# WAC (芸能プロダクション)
株式会社WAC(ワック)は、日本の芸能事務所。

## 所属タレント

### 男性
- アンディ岸本
- 長谷川龍水

他

### 女性
- 濱田帆乃果
- 藤田更紗

他数名